# 娜塔莉亚·谢多娃

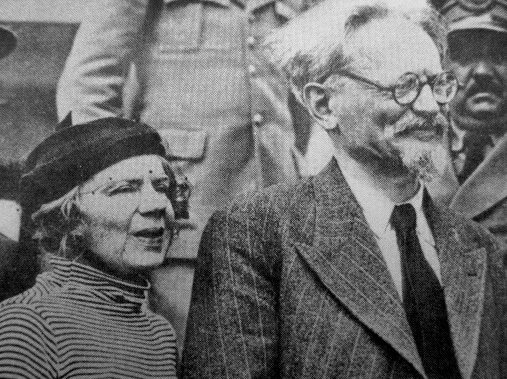
1937年，谢多娃与丈夫列夫·托洛茨基

娜塔莉亚·伊万诺芙娜·谢多娃（俄语：Ната́лья Ива́новна Седо́ва；1882年4月5日—1962年1月23日）是列夫·托洛茨基的第二任妻子。谢多娃自己也曾编著过与马克思主义有關的书籍。

## 生平
谢多娃生于一個富商家庭。其父有哥薩克血统，其母则出身波兰贵族。谢多娃曾就读于哈尔科夫贵族少女学院，后因参与革命运动而被开除。
谢多娃与托洛茨基相识于1902年末，当时后者刚从西伯利亚逃回来。托洛茨基的第一任妻子亚历山德拉·索科洛夫斯卡娅和他们的两个女儿（季娜伊达和尼娜）仍留在西伯利亚，托洛茨基认识了谢多娃后，很快便与亚历山德拉·利沃芙娜·索科洛夫斯卡娅离婚。谢多娃与托洛茨基于1903年结婚，他們婚后育有两子，分別是列夫·谢多夫和谢尔盖·谢多夫，二人均于父母去世前离世。
丈夫于1940年遇刺身亡后，谢多娃选择留在墨西哥，並与很多流亡海外的俄國革命者保持着联系。她後來和另一位俄国革命者维克托·塞尔日合写了托洛茨基传记。西班牙革命者格兰迪佐·穆尼斯与谢多娃的关系也很近。在格兰迪佐·穆尼斯的影响下，谢多娃認為苏联實際上是一個国家资本主义國家，托洛茨基创建的第四国际也没有再坚持共产主义革命纲领。因此，谢多娃在1951年脱离第四国际。